# 雷斯克 (加利福尼亞州)
雷斯克（英語：Rescue）是位於美國加利福尼亞州埃爾多拉多縣的一個非建制地區。該地的面積和人口皆未知。

## 地理
雷斯克的座標為38°42′42″N 120°57′05″W / 38.71167°N 120.95139°W，而該地的平均海拔高度為370米（即1214英尺）。